# Fridrich III. Saský
Fridrich III. zvaný Moudrý (17. ledna 1463 Torgau – 5. května 1525 Annaburg) byl od roku 1486 saský kurfiřt z ernestinské větve rodu Wettinů. 

## Život a kariéra
Byl synem kurfiřta Arnošta a jeho ženy Alžběty, dcery bavorského vévody Albrechta III. Významným se Fridrich III. stal především jako jeden z prvních vlivných podporovatelů Martina Luthera a reformačního učení, i když s Lutherem nebyl v častějším osobním kontaktu. 

## Sběratel umění
Dále proslul jako mecenáš a sběratel výtvarného umění a liturgických i votivních předmětů z drahých kovů. Svůj zámecký kostel ve Wittenbergu zařídil s využitím velkého množství chrámového stříbra, obrazů a soch. Větší část je známa jen z popisů v inventářích kostela z let 1509-1518.  Od roku 1504 byl Fridrichovým dvorním malířem Lucas Cranach starší.